# Salzburger Schlosskonzerte

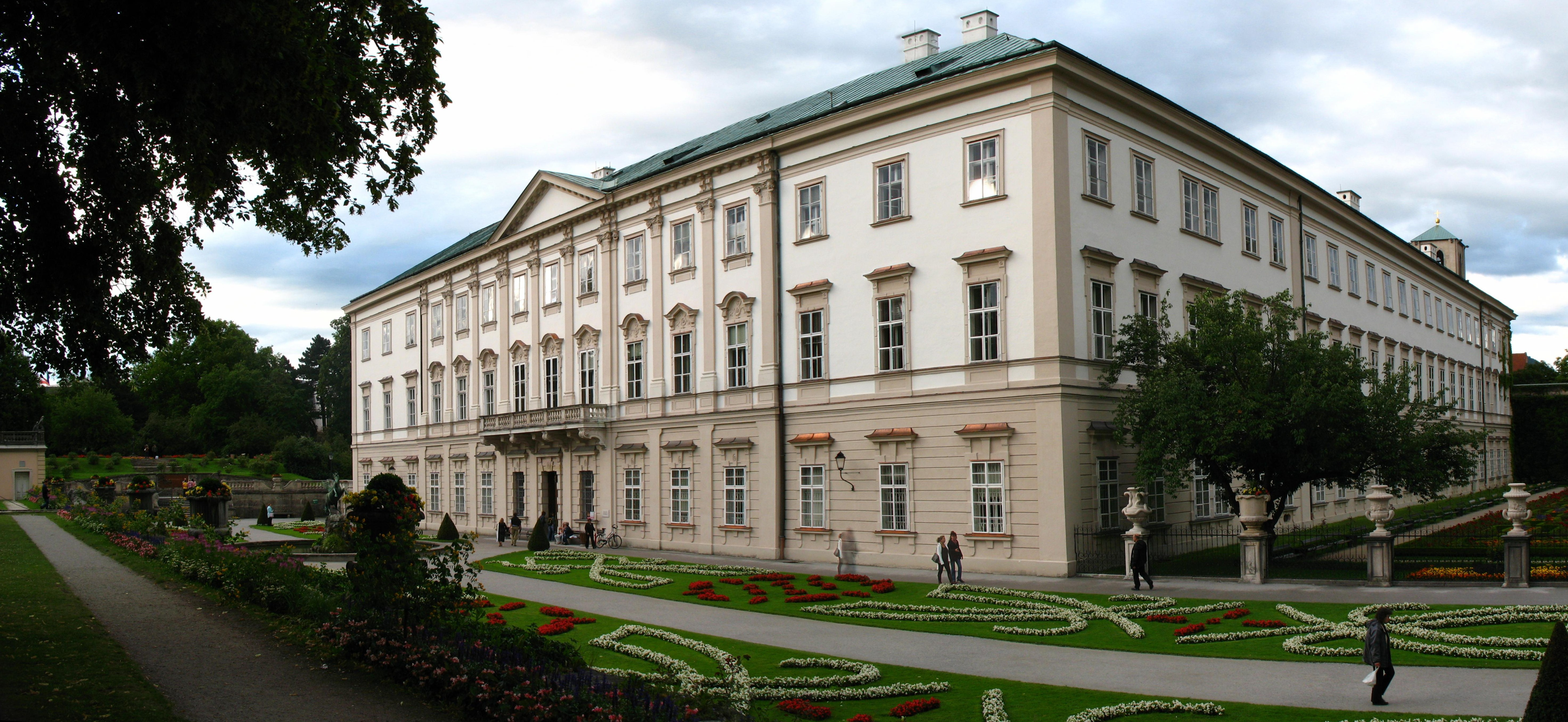
Schloss Mirabell

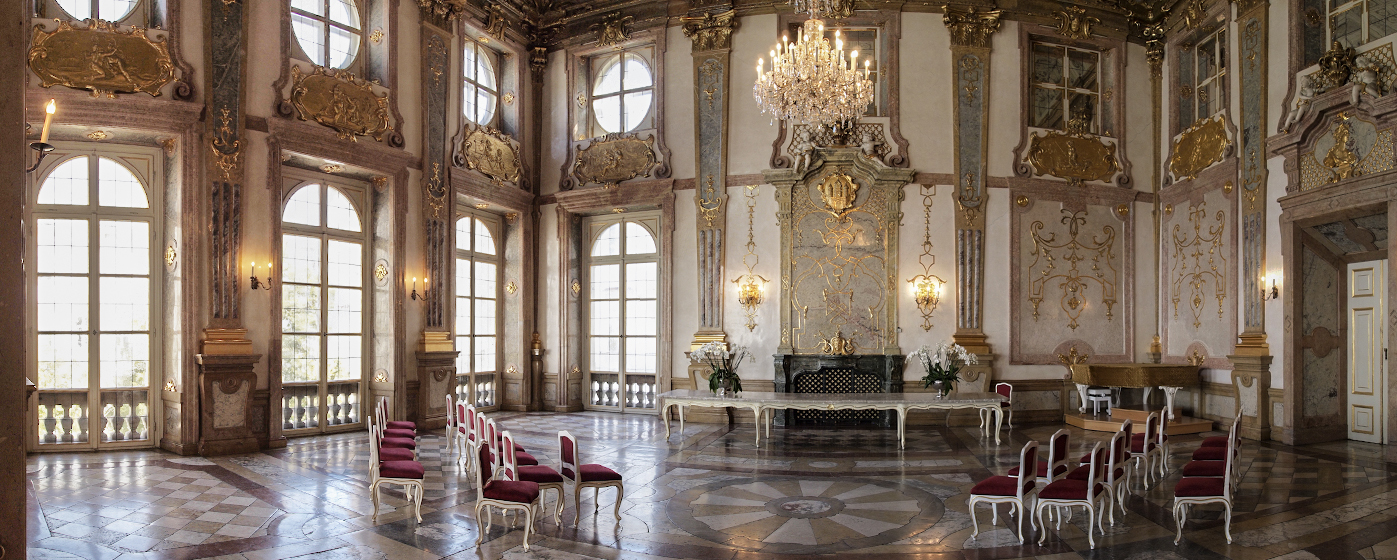
Marmorsaal

Die Salzburger Schlosskonzerte sind eine Konzertreihe in Salzburg, die 1954 von Siegfried Hummer gegründet wurde und die unter wechselnder Leitung bis zum Jahr 2016 stattfand. Seit 2017 werden die Konzerte unter dem neuen Namen Schlosskonzerte Mirabell im Marmorsaal von Schloss Mirabell veranstaltet.

## Geschichte
Seit dem 31. August 1954 finden die Konzerte im Marmorsaal von Schloss Mirabell statt, in dem schon Wolfgang Amadeus Mozart mit seinem Vater Leopold Mozart und seiner Schwester Nannerl konzertierte.
Den Großteil der Programme nimmt die Musik Mozarts und seiner Zeitgenossen Franz Schubert, Joseph Haydn, Ludwig van Beethoven sowie der Romantiker ein. Im Rahmen der Konzertreihe spielen Salzburger Ensembles wie Bartók Quartett, Salzburger Solisten oder Twins Quartett, aber auch Kammerorchester gemeinsam mit jungen oder international renommierten Solisten sowie mit Mitgliedern der Wiener Philharmoniker und der Berliner Philharmoniker.
Daniel Barenboim, Igor Oistrach, Jeremy Menuhin, James Galway, Hermann Prey, Ingrid Haebler, Jörg Demus und viele andere weltbekannte Künstler sind bei den Salzburger Schlosskonzerten bereits aufgetreten. Besondere Aufmerksamkeit finden hochbegabte Salzburger bzw. Österreichische Preisträger. Im Jahr 2007 traten in über 350 Konzerten 225 Musiker aus 38 Nationen auf.
2016 wurde von der Stadt Salzburg der Marmorsaal im Schloss Mirabell als  Veranstaltungsort neu vergeben. Die Salzburger Konzertgesellschaft mbH mit Sitz in der Stadt Salzburg unter der Leitung von Konstantin Hiller gewann die Ausschreibung. Seit Beginn des Jahres 2017 finden die Kammerkonzerte im Marmorsaal unter dem neuen Namen Schlosskonzerte Mirabell statt.

## Leitung
- 1954–1988: Siegfried Hummer
- 1988–1991: ...?
- 1991–2016: Luz Leskowitz[5]
- Seit 2016: Konstantin Hiller[6]